# Ausleihbibliothek
Bei der Ausleihbibliothek (in Österreich auch: Entlehnbibliothek) handelt es sich um eine Bibliothek, bei der man im Gegensatz zur Präsenzbibliothek Medien ausleihen kann. Für die Benutzer der Bibliotheken gelten bestimmte Leih- und Vormerkungsfristen, die unter Umständen entgeltpflichtig sind. Voraussetzung für die Nutzung ist ein aktueller Benutzerausweis der jeweiligen Bibliothek.
Als Beispiele von Ausleihbibliotheken seien die Stadt- und Landesbibliotheken, die Universitätsbibliotheken und die Staatsbibliotheken erwähnt. 
Zu den Ausleihbibliotheken gehörten in der Bundesrepublik Deutschland bis in die 1980er Jahre auch die Leihbibliotheken. Dies waren wirtschaftliche Betriebe, die gegen eine bestimmte Gebühr ein Buch für einen definierten Zeitraum zur Verfügung stellen.